# Herbert Grasse

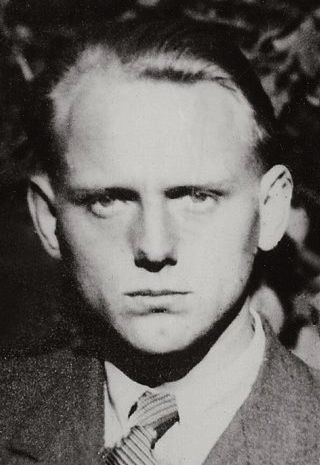
Herbert Grasse

Herbert Grasse (* 9. Oktober 1910 in Berlin; † 24. Oktober 1942 ebenda) war ein deutscher Kommunist und Widerstandskämpfer gegen den Nationalsozialismus.			

## Leben
Nach einer Lehre zum Buchdrucker schloss sich Grasse in seiner Geburtsstadt dem Kommunistischen Jugendverband Deutschlands und der Kommunistischen Partei Deutschlands an. Nach der „Machtergreifung“ der Nationalsozialisten 1933 half Grasse, die illegale Zeitung Neuköllner Sturmfahne herzustellen und zu verbreiten. 1936 wurde er verhaftet und zu zweieinhalb Jahren Zuchthaus verurteilt. Nach seiner Entlassung im Januar 1939 konnte Grasse erneut Kontakt zu seinen Freunden aufnehmen, so auch zum Widerstandskreis um Wilhelm Schürmann-Horster. Grasse stellte in der Druckerei, in der er beschäftigt war, heimlich Flugblätter her. In enger Verbindung mit John Sieg stehend, unterstützte Grasse auch die Herstellung der illegalen Zeitschrift Die Innere Front für die Rote Kapelle. Grasse verteilte Flugschriften und Flugblätter in verschiedenen Widerstandskreisen und konnte dabei seine guten Beziehungen zu Beschäftigten verschiedener Berliner Rüstungsbetriebe nutzen, unter anderem zu Arbeitern der AEG-Transformatorenfabrik, der Deutschen Waffen- und Munitionsfabriken, bei Knorr-Bremse und Hasse & Wrede. Zusammen mit Eugen Neutert bemühte sich Grasse, ausländische Zwangsarbeiter für gemeinsame Aktionen zu gewinnen, um die Kriegsproduktion zu stören. Grasse wurde am 23. Oktober 1942 festgenommen. Einen Tag später wählte er auf dem Weg zum Verhör im Berliner Polizeipräsidium den Freitod.